# Jičín zastávka
Jičín zastávka – przystanek kolejowy w miejscowości Jiczynie, w kraju hradeckim, w Czechach. Znajduje się na wysokości 300 m n.p.m.
Jest zarządzany przez Správę železnic. Na przystanku nie ma możliwości zakupu biletów, a obsługa podróżnych odbywa się w pociągu.

## Linie kolejowe
- 041 Hradec Králové - Jičín - Turnov